# Pedro de Almeida
Pedro Manuel Tavares de Almeida, född 11 december 1993, är en brasiliansk dressyrryttare.
de Almeida tävlade i två grenar för Brasilien vid olympiska sommarspelen 2016 i Rio de Janeiro. Han slutade på 53:e plats i individuell dressyr och var en del av Brasiliens lag som slutade på 10:e plats i lagtävlingen.
Hans syster, Luiza Almeida, har också tävlat i dressyr vid OS.